# Phaedon Avouris
Phaedon Avouris (griechisch Φαίδων Αβούρης, auch Fedon Avouris transkribiert; * 16. Juni 1945) ist ein griechischer Chemiker, der auf dem Gebiet der Nanotechnologie bei IBM in den USA arbeitet und forscht.
Avouris studierte an der Aristoteles-Universität Thessaloniki mit dem Bachelorabschluss 1968 und wurde 1974 an der Michigan State University bei M. Ashraf el-Bayoumi in Physikalischer Chemie promoviert. Als Post-Doktorand war er an der University of California, Los Angeles. 1977/78 war er an den Bell Laboratories und ab 1978 bei IBM am Thomas J. Watson Research Center. Seit 1984 war er dort Manager in der Forschung (Abteilung Chemische Physik).
Er befasst sich theoretisch und experimentell mit elektronischer Struktur von und Chemie auf Metall- und Halbleiteroberflächen, Rastertunnelmikroskopie, Dynamik und Mechanismen von Wechselwirkung von Teilchen und Photonen mit Oberflächen, Ladungs- und Energietransferprozessen auf Oberflächen.
Er ist Fellow der American Physical Society, der American Chemical Society und der Material Research Society. Avouris ist Mitglied der American Academy of Arts and Sciences (2003) und der National Academy of Sciences (2017).
Seit 2017 zählt ihn Clarivate Analytics aufgrund der Zahl seiner Zitationen zu den Favoriten auf einen Nobelpreis für Physik (Clarivate Citation Laureates, früher Thomson Reuters Citation Laureates).
Er ist US-Staatsbürger.

## Auszeichnungen
- Medard W. Welch Award, 1997
- Irving Langmuir Prize, American Physical Society, 2003
- Julius-Springer-Preis, 2008
- Feynman Prize in Nanotechnology, 1999
- IBM Fellow